# دينو فيسر
دينو فيسر (بالإنجليزية: Dino Visser)‏ هو لاعب كرة قدم جنوب أفريقي في مركز حراسة المرمى، ولد في 10 يوليو 1989 في بولوكوان في جنوب أفريقيا. لعب مع نادي إكزتر سيتي.

## وصلات خارجية
- دينو فيسر على موقع قاعدة بيانات كرة القدم.إي يو (الإنجليزية)
- دينو فيسر على موقع Soccerway.com (الإنجليزية)